# العلاقات الكندية المغربية
العلاقات الكندية المغربية هي العلاقات الثنائية بين كندا والمغرب. أقيمت العلاقات الرسمية بين البلدين في عام 1956. كندا لديها سفارة في الرباط. المغرب له سفارة في أوتاوا وقنصلية عامة في مونتريال.
كلا البلدين هما أعضاء في المنظمة الدولية للفرنكوفونية. وحسب إحصاء عام 2006 فهناك حوالي 44.630 شخص من أصل مغربي يعيشون في كندا.

## قوة العلاقات
تتمتع كندا والمغرب بعلاقة إيجابية بشكل عام [1]. وفيما يلي بعض المؤشرات على قوة العلاقات بينهما:
- تاريخ طويل من الدبلوماسية: اعترفت كندا بالمغرب بعد فترة وجيزة من استقلاله في عام 1956، وأقاما علاقات دبلوماسية رسمية في عام 1962 [3].
- القيم المشتركة: يعطي البلدان الأولوية للديمقراطية وحقوق الإنسان والمساواة بين الجنسين [2، 4].

شراكة تجارية قوية: يعد المغرب أحد أكبر الشركاء التجاريين لكندا في أفريقيا، وهناك اهتمام بتوسيع هذه الشراكة أكثر [2، 6].
- التبادل الثقافي: وجود جالية مغربية كبيرة في كندا يعزز الروابط الثقافية [6].
- التعاون في القضايا العالمية: لقد عمل البلدان معًا لمكافحة الإرهاب والتطرف العنيف [2].

بشكل عام، يبدو أن كندا والمغرب تربطهما علاقة إيجابية ومفيدة للطرفين. هناك دائمًا مجال للتحسين، ولكن يبدو أن التعاون هو السمة السائدة.

## تبادل الزيارات
- في 6 مارس 2024: استقبل رئيس مجلس المستشارين السيد النعم ميارة بمقر مجلس المستشارين بالرباط, السيدة إيزابيل فالوا السفيرة المفوضة فوق العادة لكندا بالمملكة، لتعزيز العلاقات السياسية بين البلدين الصديقين, والتي شهدت دينامية متواصلة خلال السنوات الأخيرة.[1]

## وصلات خارجية
- وزارة الشؤون الخارجية والتجارة الدولية الكندية حول العلاقات مع المغرب
- السفارة الكندية في الرباط
- السفارة المغربية في أوتاوا